# Chiesa di San Giacomo Maggiore (Crema)
La chiesa parrocchiale di San Giacomo Maggiore è un luogo di culto cattolico della città di Crema.

## Storia

### Dalle origini agli albori del riassetto settecentesco

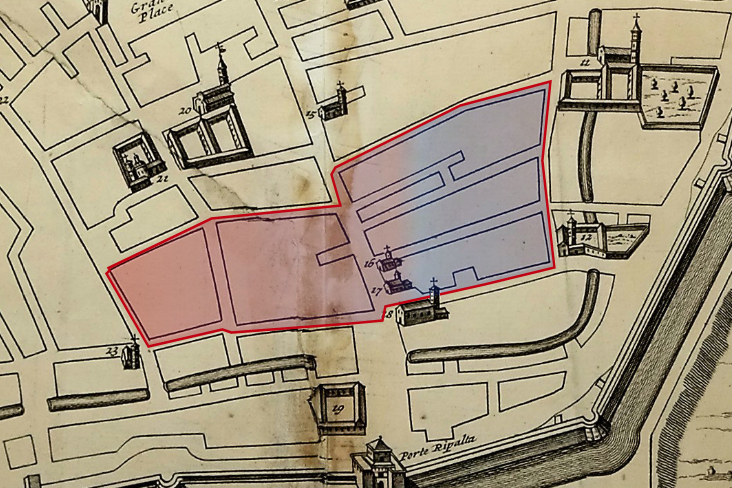
Ipotetica collocazione del Borgo San Giacomo secondo uno studio di Edoardo Edallo

Il Borgo San Giacomo, che potrebbe essersi sviluppato attorno al X secolo, non è facilmente identificabile nel tessuto urbano attuale modificatosi a partire dall'epoca rinascimentale; forse si originò dalla via Giacomo Matteotti (un percorso “di crinale”) tra le vie Goldaniga e Federico Pesadori a est, e tra le vie Verdelli e Alemanio Fino a ovest. La chiesa, quindi, venne costruita immediatamente a sud dell'ipotetico borgo sopra un piccolo dosso alla sinistra della roggia Rino
Lo Zavaglio narra che la chiesa fu distrutta dopo l'assedio del Federico Barbarossa (1159-1160), quindi fu ricostruita dopo l'avvio della riedificazione della città (1185) ma non è noto su quali fonti basi queste affermazioni, considerato che le chiese degli altri borghi (San Pietro apostolo e San Benedetto abate) rimasero intatte.
Di quest'epoca lo storico Pietro Terni descrive la comunità di San Giacomo come dotata di una certa indipendenza, con propri statuti approvati nel 1261 e che arrivava ad amministrare anche i territori di San Michele e Zappello, che diverranno parrocchie indipendenti solo dopo il 1560.
La chiesa a quell'epoca era retta dai monaci eremitani; era stata donata loro dal vescovo di Piacenza Alberto Prandoni, donazione avallata da una bolla di papa Alessandro IV del 4 luglio 1257, col patto che qualora i monaci avessero lasciato Crema tutti i beni sarebbero ritornati alla diocesi emiliana. Il convento, probabilmente, era costruito sul luogo dove ora sorge la casa parrocchiale ed i limitrofi edifici come dimostrerebbero le volte degli scantinati. Qualche anno dopo, nel 1274, fu donato ai monaci l'oratorio extra moenia di San Bartolomeo ed alcuni appezzamenti di terreno per avere ulteriori mezzi di sostentamento.

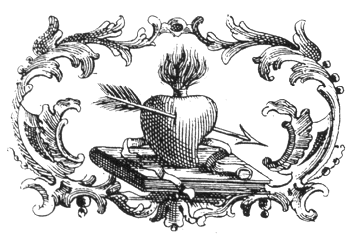
L'emblema dell'ordine di Sant'Agostino; gli eremitani detennero la chiesa dal 1257 al 1348 circa

Nella prima metà del Trecento la chiesa fu elevata a chiesa parrocchiale con il titolo di rettoria: non ci sono documenti certi che identifichino con precisione l'anno, che potrebbe essere il 1326 basandosi su un'epigrafe murata sulla controfacciata (ma di fonte tarda) e data per verosimile secondo alcune supposizioni dello Zavaglio. Non è certo se a questo evento sia seguita la costruzione di una nuova chiesa come riferisce lo storico Ronna.
Dopo la peste del 1348 gli eremitani lasciarono la parrocchia e le notizie successive sono molto scarse; sappiamo che nella seconda metà del XV secolo furono fondate le due confraternite della Beata Vergine Annunziata (1473) ed il Consorzio del Santissimo Sacramento (1492).
Alla fine di quel secolo l'edificio risultava in pessime condizioni subendo così interventi di consolidamento, lavori probabilmente approssimativi se, a quanto narra il Terni, la chiesa crollò nel 1511; alla riedificazione – cui si contribuì sia con spese pubbliche sia con i contributi dei parrocchiani - furono quasi certamente applicate forme rinascimentali prevedendo otto altari laterali (Vergine Maria, San Giovanni Battista, San Cristoforo, Santa Lucia, San Pantaleone, Sant'Apollonia e Santissimo Sacramento), tuttavia furono mantenute della chiesa precedente le tre absidi semicircolari romaniche. È in questo periodo che venne commissionata una pala a Vincenzo Civerchio, dono della famiglia Terni che era proprietaria dell'altare dedicato a San Giovanni Battista.

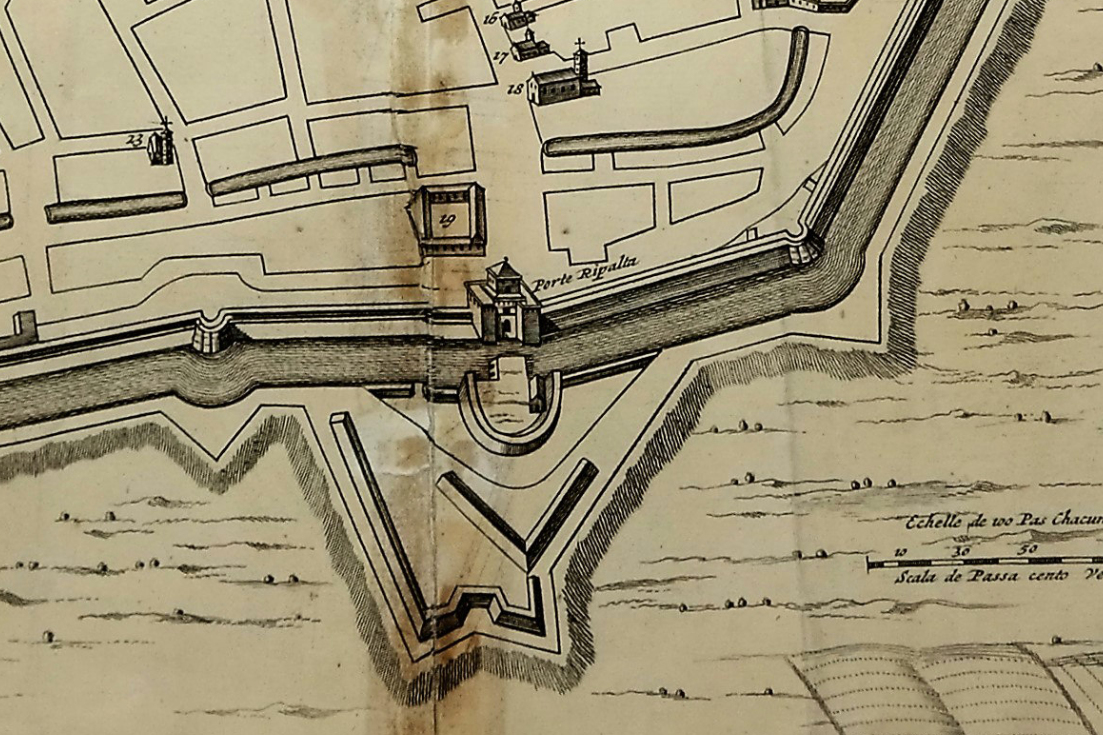
L'area di Porta Ripalta agli inizi del XVIII secolo. Particolare della pianta di Crema del 1708 di Pierre Mortier

Gli atti delle visite Castelli e Regazzoni della seconda metà del XVI secolo narrano di condizioni poco dignitose decretando interventi di sistemazione e decoro; i documenti danno rilievo anche ai cambi di dedicazione degli altari quali l'eliminazione dell'altare di San Pantalone sostituito dall'altare dedicato alla Beata Vergine Maria e San Rocco; la chiesa era a quell'epoca affiancata da un cimitero disposto, probabilmente, sul luogo ove attualmente vi è il cortile dell'oratorio. Dopo l'erezione della diocesi di Crema (1580) si provvide a consacrare la chiesa a cura del vescovo Gian Giacomo Diedo il 20 maggio 1593.
Nel corso del Seicento i parroci continuarono a sistemare altari e dotare la chiesa di nuove tele. Tra gli episodi significativi si segnala la donazione di reliquie dei Santi Martiri Gaudenzio, Apollonio, Marino, Currione, Tertulliano, Oliviero e Santa Veneranda Martire, avvenuti nel 1651, donate da don Giacomo Brina e collocate sull'altare della Beata Vergine.

### Il riassetto in forme barocche

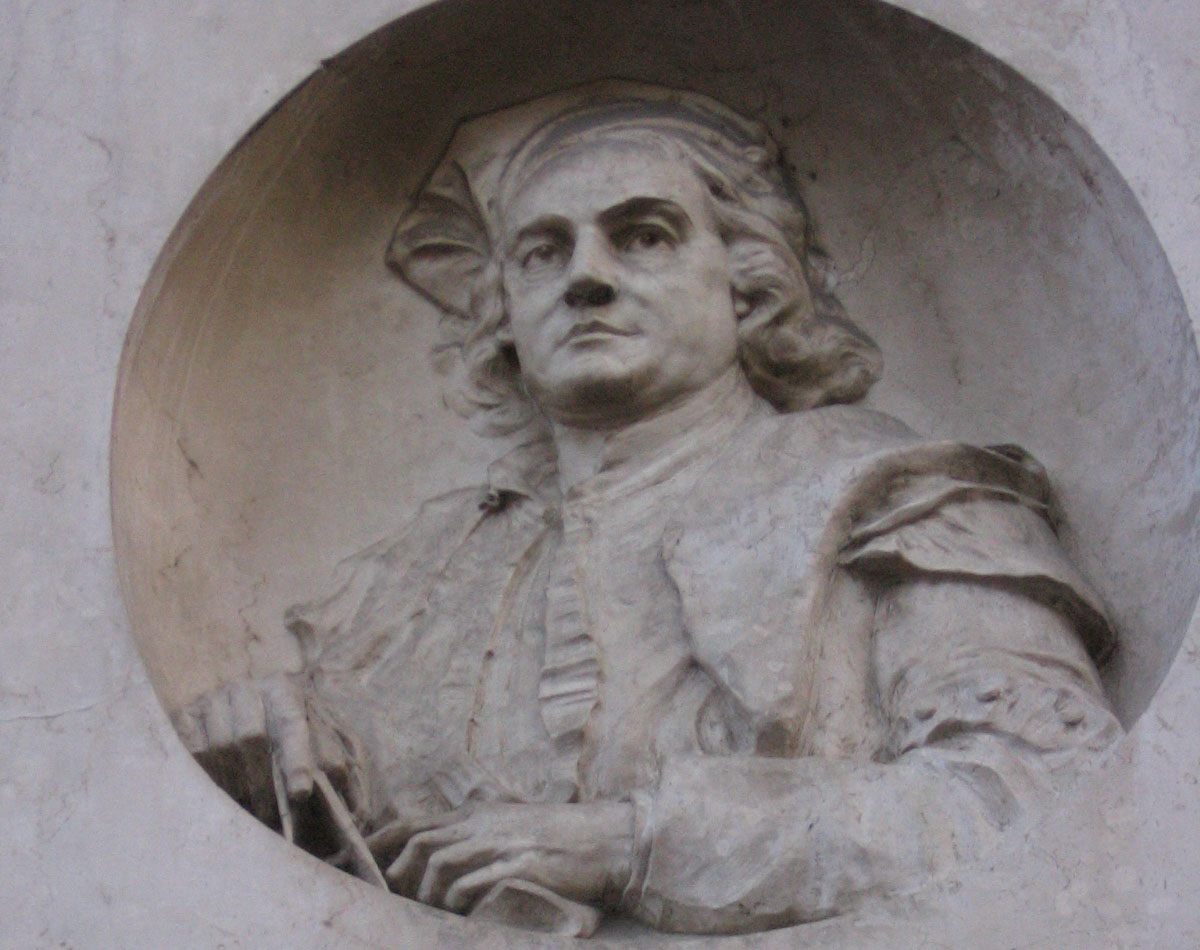
Giovan Battista Caniana, Basilica di San Martino, Alzano Lombardo

Nel 1662 divenne parroco don Giovanni Battista Dornetti, cui si deve l'avvio di un lungo rinnovamento della chiesa; spostò l'altare di Santa Lucia nella cappella precedentemente dedicata a san Pantaleone e intitolò la cappella a San Francesco di Sales: era il 1670 ed erano trascorsi solo cinque anni dalla canonizzazione; il Dornetti commissionò anche nuove tele (Giovanni Battista Botticchio, Giovan Battista Lucini).
Tra il 1712 ed 1714 don Dornetti promosse l'avvio del riassetto barocco della chiesa potendo usufruire dei fondi resi disponibili dalle due confraternite. Morì all'età di 87 anni nel 1720 e fu sepolto nella chiesa stessa. 
Il successore, don Paolo Emilio Gregori proseguì la risistemazione, fece ricostruire la sagrestia e promosse l'elevazione del nuovo campanile (1723), nel quale furono collocate nuove campane benedette l'anno successivo.
Nel 1732 il priore Bartolomeo Arbenghi e i sindaci delle confraternite, ottenuti i permessi diocesani, commissionarono a Giovan Battista Caniana la demolizione delle absidi medievali ed il rifacimento del coro, terminato già l'anno successivo e decorato da Francesco Maria Bianchi. Il Caniana è anche il progettista della facciata della cantoria e controcantoria del nuovo organo; quello precedente, collocato nel vecchio coro, fu venduto ai frati carmelitani scalzi di 
Santa Maria della Croce.
Fu alla fine don Giuseppe Nava a portare a termine il riassetto della chiesa, aggiungendo sovrastrutture barocche all'aula e agli altari in continuità estetica con il nuovo coro, lavoro concluso negli anni quaranta del XVIII secolo.
La seconda metà del secolo vide interventi di decorazione ad affresco dell'aula e delle cappelle, nonché il riallestimento delle architetture degli altari; il campanile venne dotato di un nuovo concerto delle campane (ditta Crespi, 1790, ma la maggiore fu sostituita nel 1816).

### XIX secolo
Nel 1802 Pantaleone Marini e Giovanni Battista Foglia donarono alla parrocchia la reliquia del braccio di San Valentino precedentemente collocata nell'oratorio dei disciplini.
Nella prima metà dell'Ottocento si rileva l'installazione dell'orologio (1827), del nuovo organo Franceschini (1840) ed il rifacimento della scalinata d'ingresso (1847); era precedentemente a forma di ventaglio, ma interferiva con il passaggio delle carrozze. Verso la metà del secolo furono allestiti i nuovi stalli del coro.
Successivamente, nel 1852 il conte Angelo Griffoni di Sant'Angelo donò il tempio in marmo sopra l'altare maggiore oltre a varie suppellettili ed un quadro raffigurante il Redentore.
All'anno 1862 risale l'allestimento del monumento dedicato al benefattore padre Luigi Girolamo Verdelli (morto nel 1524), opera di Quintillio Corbellini e voluto dai membri del Monte di Pietà Carlo Donati De' Conti, Angelo Cabini, Anania Ferré, Giuseppe Perletti ed Angelo Bonzi.
Tra il 1883 ed il 1884 don Andrea Barbaglio fece ricoprire le decorazioni settecentesche, commissionando alcuni affreschi a Eugenio Giuseppe Conti.

### XX e XXI secolo
All'anno 1912 risale l'installazione del nuovo organo Inzoli cav. Pacifico, restaurato dalla stessa ditta nel 2003.
Nel 1951 furono affidate a Pietro Ferrari le opere di ripulitura degli affreschi, cui seguirono un generale restauro degli esterni, nel 1953 e la posa del nuovo pavimento in marmo rosato del Garda nel 1955.
Ulteriori interventi conservativi furono intrapresi nel biennio 1995-1996 su iniziativa del parroco don Agostino Cantoni.
Nell'anno 2012 il vescovo monsignor Oscar Cantoni decretava l'unità pastorale con la parrocchia di San Bartolomeo ai Morti

## Caratteristiche

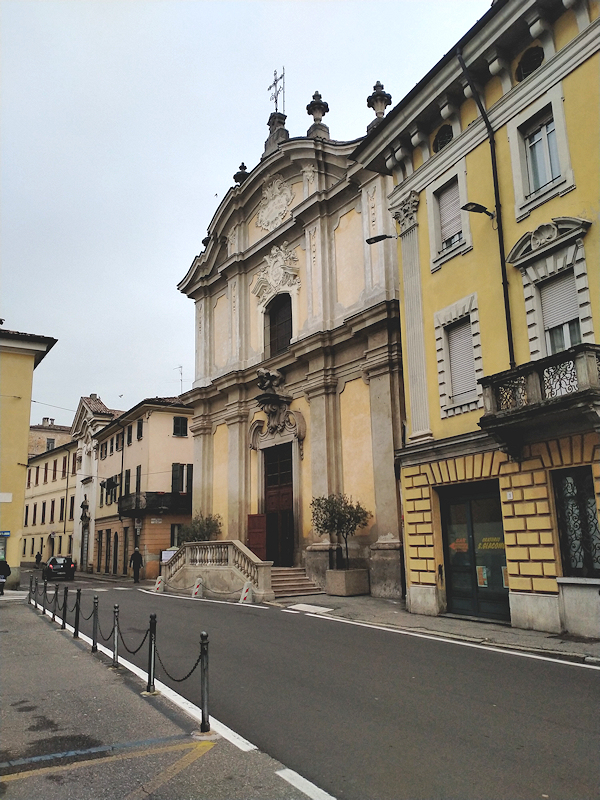
La chiesa in piazzetta Caduti sul Lavoro

La chiesa si affaccia in posizione lievemente sopraelevata sulla piazzetta Caduti sul Lavoro, già piazza di San Giacomo nel 1647 e nel 1815, quindi prosecuzione della Strada maestra di Porta Ripalta. L'attuale denominazione risale ad una delibera del Consiglio comunale del 20 gennaio 1970.
La chiesa mescola elementi risalenti alle ricostruzioni cinquecentesche, come gli apparati murari laterali occultati dal rivestimento introdotto nel Settecento durante il quale, tra l'altro, furono demolite le absidi medievali. 

### Esterno

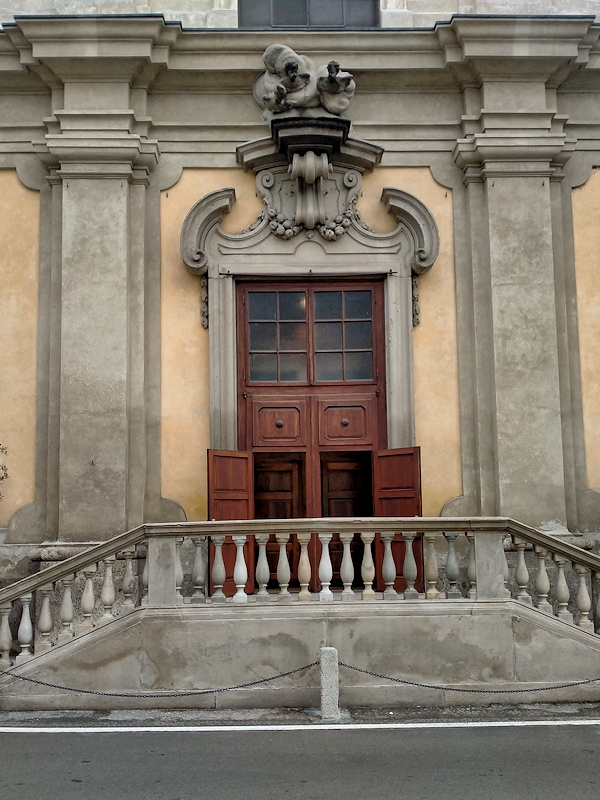
L'ingresso principale

All'ingresso principale si accede attraverso una doppia scala con balaustra, donata dal conte Angelo Griffoni Sant'Angelo, che dal 1847 sostituisce la precedente “a ventaglio” che interferiva con la viabilità.
La facciata è divisa in due ordini separati da trabeazioni, cui si aggiunge il timpano. Ogni ordine, a sua volta, è suddiviso in tre parti da lesene: quelle al primo piano, poggiano su basamenti e terminano con capitelli tuscanici; quelle dell'ordine superiore sono disegnate a specchi e decorate con festoni di fiori in stucco in mezzo. 
Il portale è incorniciato, con un timpano curvilineo spezzato dotato di volute; al centro è collocata una mensola in pietra che sorregge due nuvolette e tre cherubini parzialmente sovrapposti alla trabeazione. Il portone, restaurato nel 2004, risale alla prima metà del Settecento. 

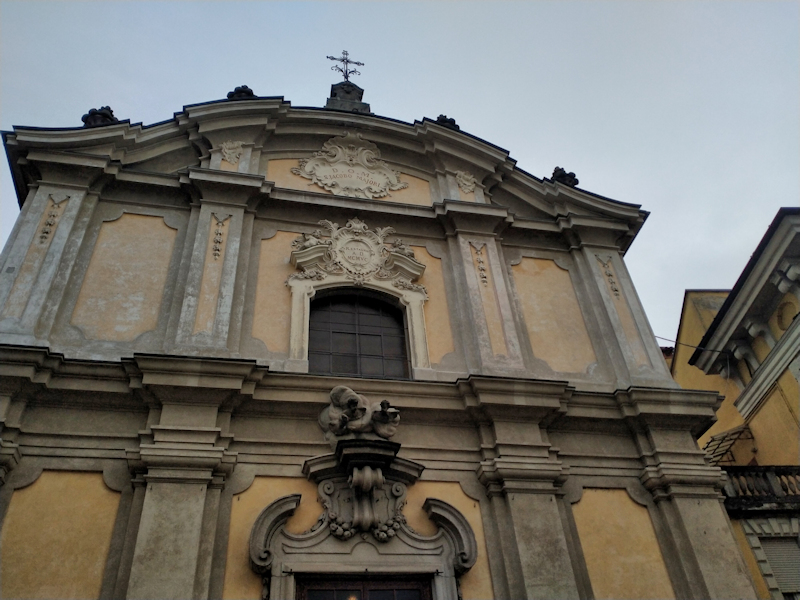
L'ordine superiore e il timpano

Al centro dell'ordine superiore si apre il finestrone con timpano spezzato, al centro del quale volano due angeli con fastigio e la scritta RESTAURATO A.D. MCMVC.
Il timpano, diviso in tre campi, presenta al centro un cartiglio con volute e la scritta:
Concludono la facciata quattro vasi marmorei e croce apicale collocata su un alto piedistallo.

### Il campanile
Il campanile fu riedificato nel 1723 sotto la supervisione del costruttore-capo Giacomo Vanzini (o Vancino o Avancino) prima della sistemazione della chiesa, ed è una torre in mattoni con alcuni inserti decorativi in marmo; è diviso in tre ordini di cui il primo profilato da lesene angolari. 

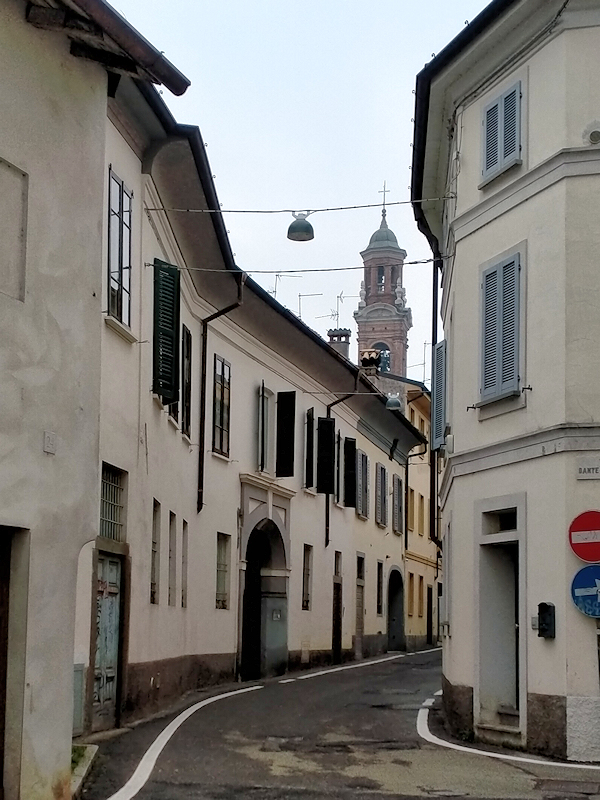
Il campanile da via Pesadori

Il secondo ordine contiene al cella campanaria con lesene angolari e capitelli che sorreggono su ogni lato dei frontoni curvilinei. Le aperture della cella sono a tutto sesto e balaustrate.
La parte terminale è composta da un corpo ottagonale coperto da un cupolino in rame, di cui ogni lato ha una apertura a tutto sesto con incorniciatura rettangolare e provvista di balaustre. Il corpo è circondato da quattro pinnacoli.
La base è quadrata, di circa 3,8 metri per lato con un'altezza di 34 metri esclusa la croce apicale.
Alla base è murata un'epigrafe che ne ricorda la riedificazione:

### L'interno

#### La pianta
La chiesa è ad aula unica a cinque campate; alla terza campata si aprono gli ingressi laterali, alla quinta sono collocate la cantoria dell'organo e la controcantoria. 

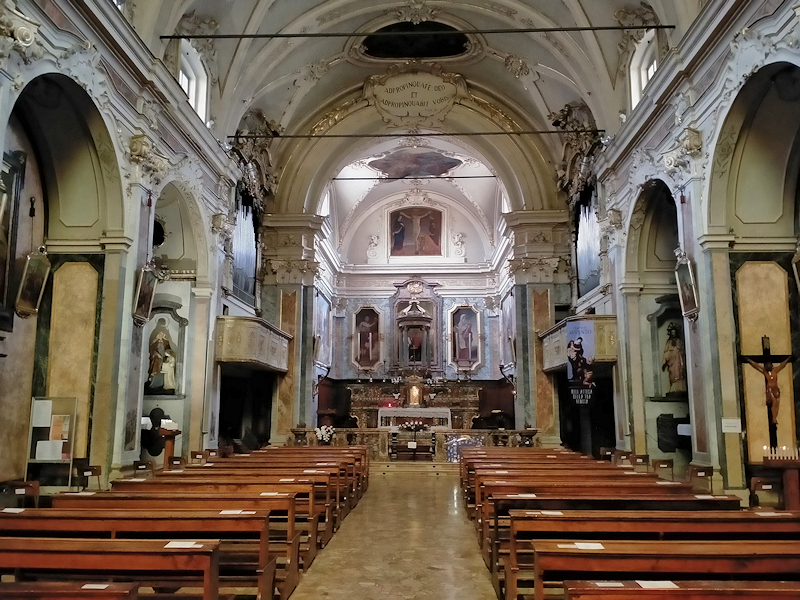
L'aula

Nelle altre campate sono state allestite delle cappelle non molto profonde ad arco a tutto sesto, tra le quali si innalzano lesene rivestite di marmi policromi con capitelli compositi che sostengono un cornicione composto da architrave, fascia in finto marmo e cartigli. Sulle lesene e ai lati dell'ingresso laterale sinistro sono appesi i quadri della Via Crucis.
Il presbiterio ed il coro, a pianta rettangolare, furono riedificati nel XVIII secolo demolendo le absidi semicircolari di origine medievale. Questo intervento è documento da un'epigrafe collocata all'esterno (lungo via Federico Pesadori) che recita:
Il pavimento venne rifatto nel 1955 si progetto dell'ingegner Silvio Mosconi e l'opera è ricordata sopra una lapide collocata sotto la cantoria dell'organo:

#### Parete sinistra

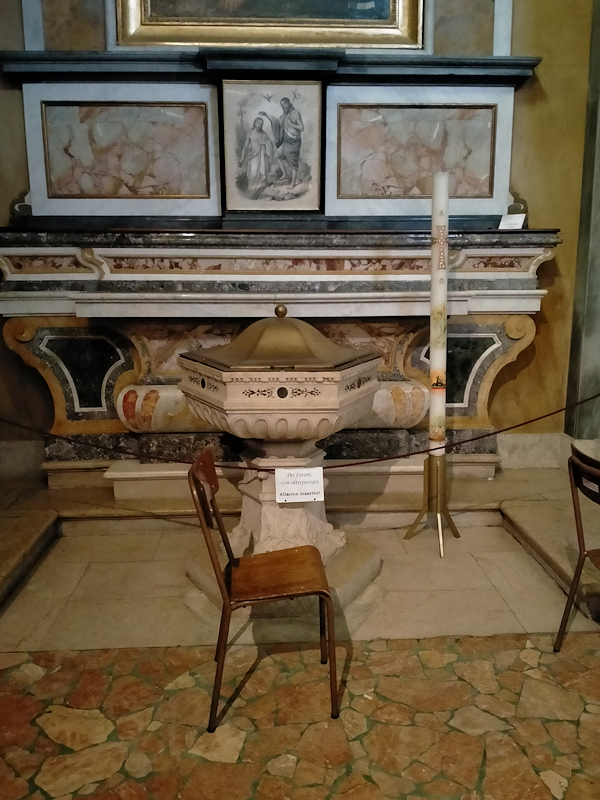
Il battistero

La prima cappella di sinistra è dedicata fin dalla fine del Quattrocento a San Cristoforo e costruita per ricordare Cristoforo Degli Uberti (fratello di Caterina, la donna a cui apparì la Madonna sul luogo ove poi fu elevato il Santa Maria della Croce), morto nel 1495; l'aspetto attuale è frutto del riassetto settecentesco con il rivestimento marmoreo a specchi a cura di Pietro Gonzaga. L'altare è in marmi policromi sopra il quale è collocata la tela dedicata al santo titolare, opera del pittore cremonese Gervasio Gatti – nipote di Bernardino – che la dipinse nel 1598. La cappella funge anche da battistero, un manufatto sulla cui base è scolpita la data del 1539.
La volta è stata affrescata da Eugenio Giuseppe Conti nel 1884 che dipinse angeli seduti su nubi in un cielo azzurro.
La seconda cappella – dedicata a San Giovanni Battista – è di antiche origini: fu eretta per volontà di Comino Terni nel 1433; fu proprio la famiglia Terni, una tra le più antiche della città, a commissionare la pala d'altare, il Battesimo di Gesù opera di Vincenzo Civerchio, ascrivibile agli anni 1519-1522; l'aspetto attuale della cappella è settecentesco, come per la precedente rivestita a cura di Pietro Gonzaga; l'altare in marmi policromi, così come la volta affrescata da angioletti sono simili alla cappella di San Cristoforo.

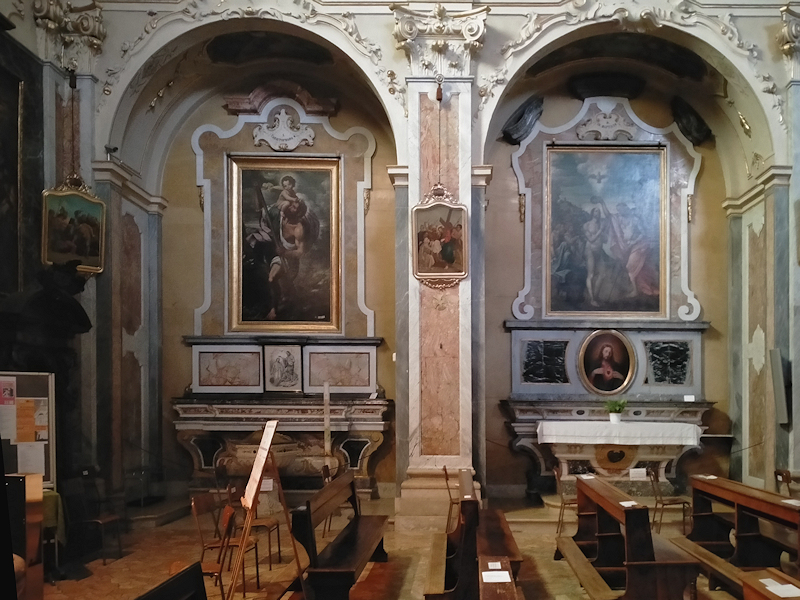
Le prime due cappelle di sinistraː San Cristoforo e San Giovanni Battista

Alla terza campata si apre, da sempre, l'ingresso laterale con i vani ricoperti da marmi policromi. Sopra l'ingresso è collocato il grande quadro che raffigura San Valentino che risana un'inferma con l'olio della lampada del Santissimo Sacramento, opera del pittore Giacomo Ceruti detto il Pitocchetto. Era collocata originariamente presso l'altare di San Valentino nella chiesa dei disciplini e donata dal sindaco di Crema Angelo Bianchessi nel 1870.
La terza cappella (quarta campata) è dedicata alla Beata Vergine Annunziata di cui si ha notizia a partire dal 1473 dopo la costituzione dell'omonima confraternita. Le entrate di questo consorzio divennero via via sempre più cospicue, cui contribuirono anche gli ingenti lasciti di Orazio Natali (1691 e della madre Angela Maria Bondenti (1693). Questi fondi furono impiegati per il riassetto barocco della chiesa, ma anche al totale rinnovamento della cappella del Consorzio tra il 1712 ed il 1718, chiamando ad operare i celebri scultori Fantoni. Di tipica mano fantoniana è l'ovale scolpito al centro dell'elaborato altare, che raffigura la Nascita della Beata Vergine Maria e, forse, le due colonne tortili dell'altare, per quanto non ci sono documenti utili a provarlo, sormontate da capitelli che sorreggono un fronte spezzato e cartiglio sommitale.

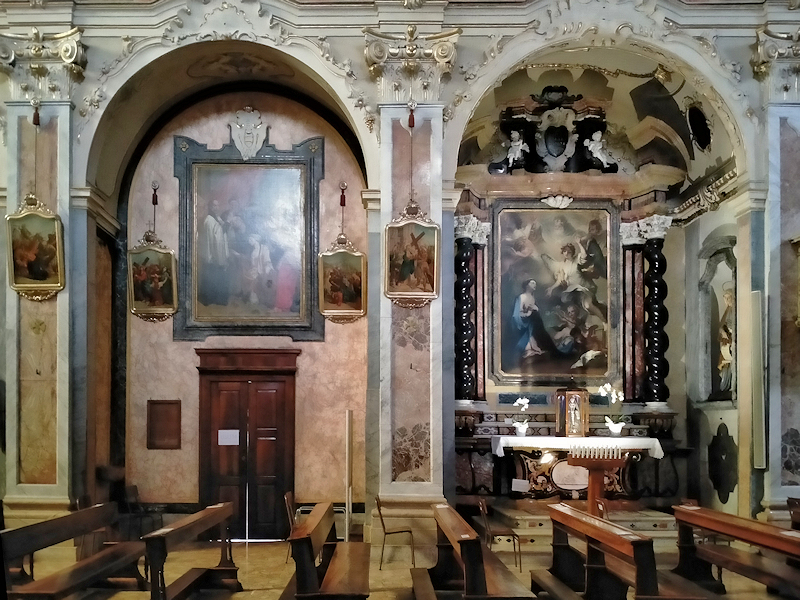
La campata con l'ingresso verso via Pesadori e la cappella della Beata Vergine Annunziata

La pala fu commissionata dal Consorzio a Stefano Maria Legnani detto il Legnanino che la realizzò nel 1715 dipingendo il tema de L'Annunciazione.
Le pareti della cappella sono rivestite da marmi a specchiature al cui interno si aprono due nicchie con altrettante statue dedicate a Sant'Anna, proveniente dal convento dei francescani del terzo ordine; Santa Maria Maddalena de' Pazzi apparteneva ai carmelitani di Santa Caterina; sono entrambe in legno policromo, risalenti al XVIII secolo e di autore ignoto.
La volta è decorata con medaglioni a stucco. L'altare conserva le reliquie dei Santi Martiri donate nel 1862.

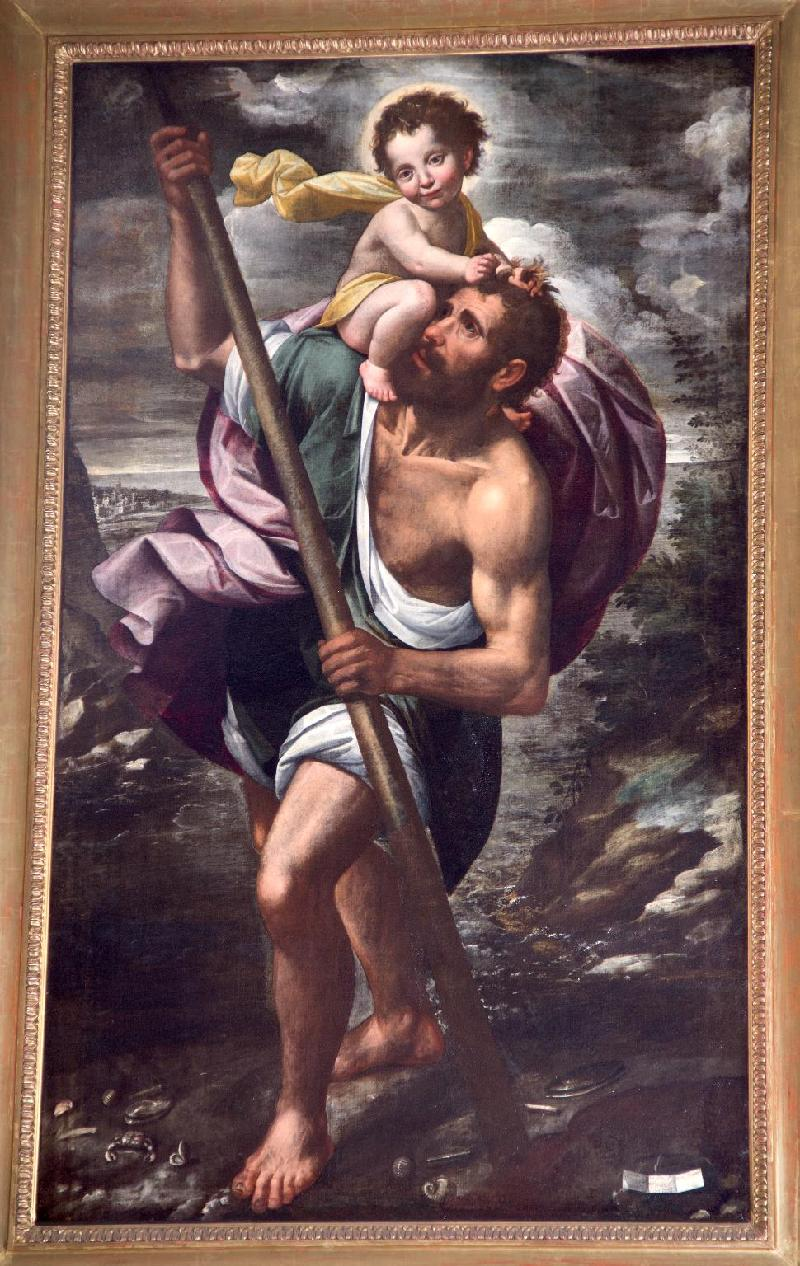
Gervasio Gatti, San Cristoforo, olio su tela, 1598
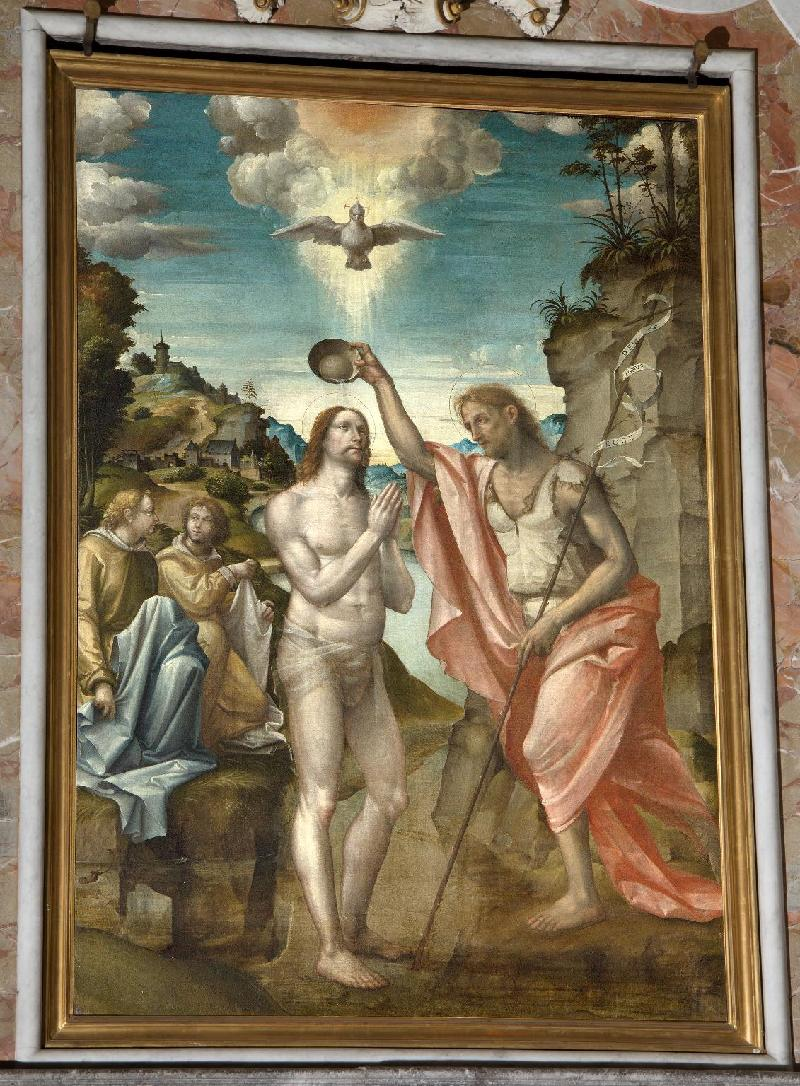
Vincenzo Civerchio, Battesimo di Gesù, olio su tela, ca 1519-1522
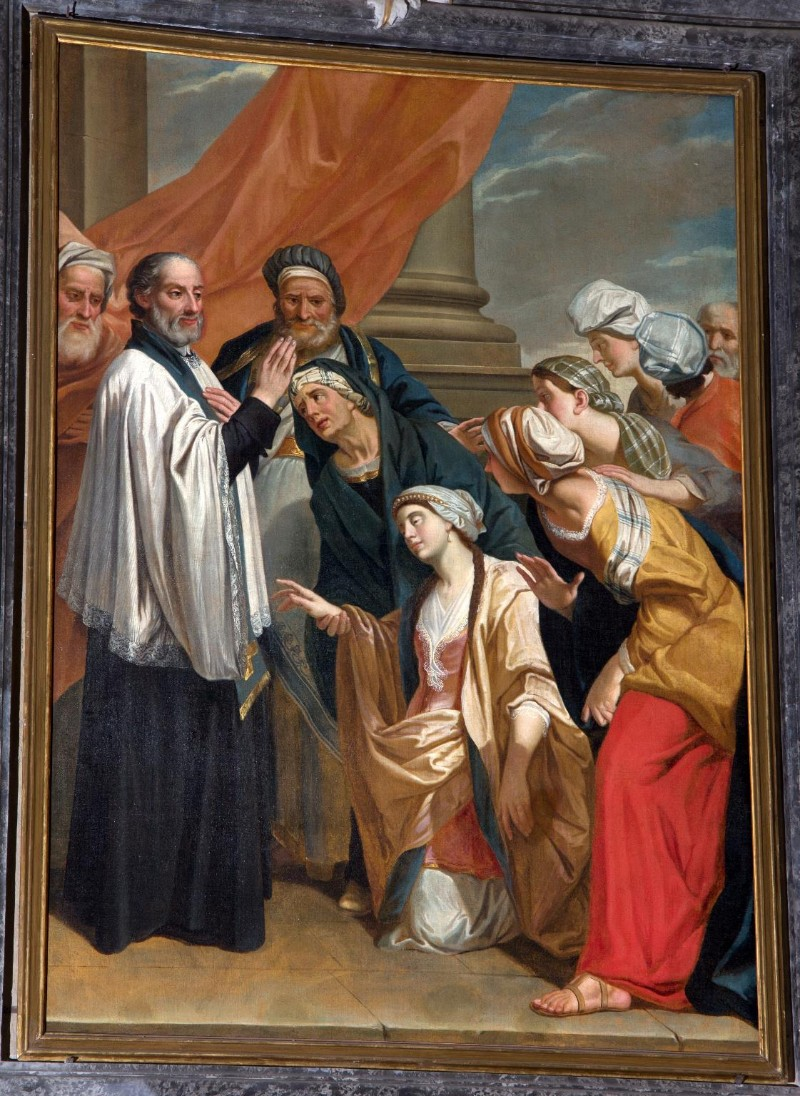
Giacomo Ceruti detto il Pittocchetto, San Valentino guarisce un'inferma, olio su tela, 1745
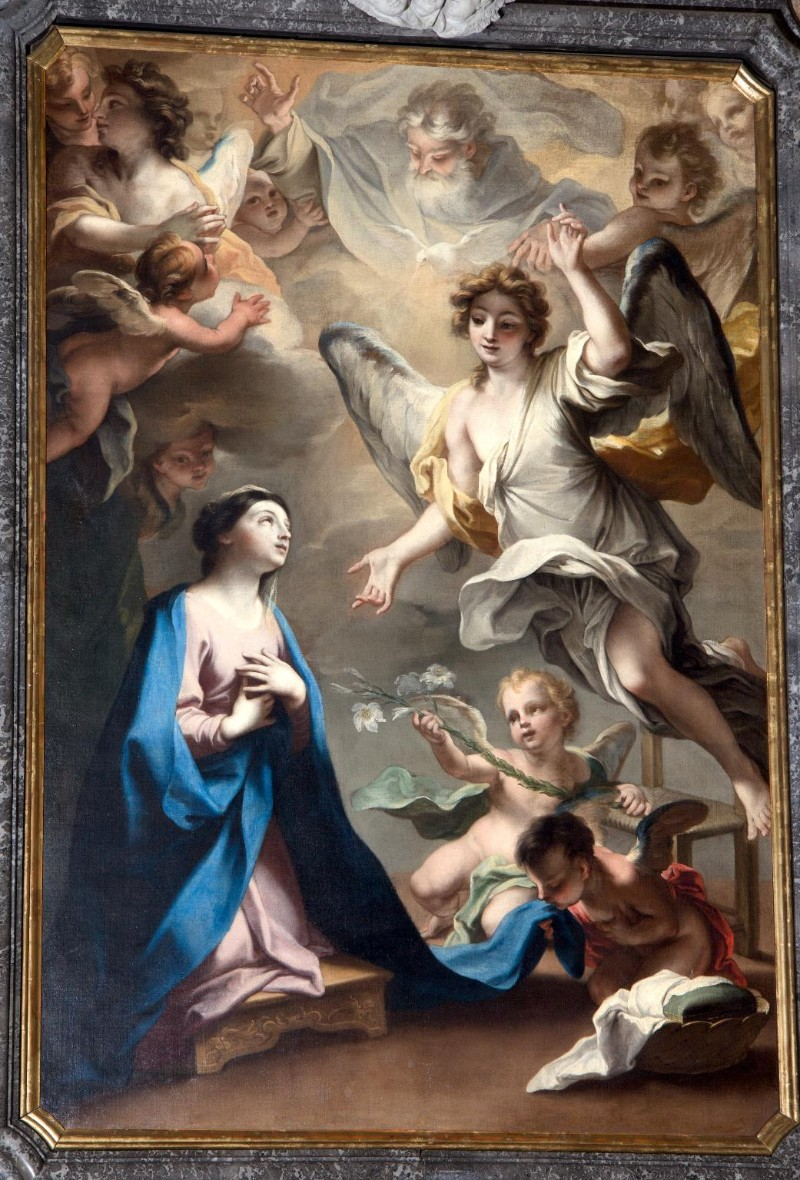
Stefano Maria Legnani detto il Legnanino, Annunciazione, olio su tela, 1715

#### La quinta campata
La quinta campata anticipa il presbiterio e vi sono collocati – sia a sinistra sia a destra – la facciata e la controfacciata dell'organo con le rispettive cantorie impostate secondo uno schema tripartito “a serliana” senza la colonna centrale sormontato da una cimasa su cui siedono due angioletti. Il progetto, di cui si sono trovati i disegni, è di Giovan Battista Caniana e presenta delle similitudini con quello realizzato per il duomo di Bergamo.
Alla controfacciata d'organo fino all'anno 2003 era posto un drappo verde; in quell'anno, con l'approvazione della Sovrintendenza furono collocate le finte canne d'organo in zinco donate dalla ditta Scotti.
L'organo attuale a trasmissione pneumatica fu realizzato dalla ditta Inzoli cav. Pacificio & Figli nell'anno 1912 e restaurato dalla medesima nell'anno 2003. Consta in due tastiere di 58 note, collocate in consolle addossata alla cassa, tasti diatonici in osso e cromatici in ebano, pedaliera diritta di 27 note, registri inseriti da placchette a bilico, disposte in unica fila sopra le tastiere. 
Sotto le cantorie un tempo erano collocati i confessionali, ora trasposti lungo la parete di controfacciata; vi si aprono le porte con intarsi di Caterina Caniana, che permettono di accedere alla sagrestia vecchia, ora cappella invernale, e alla sagrestia nuova.

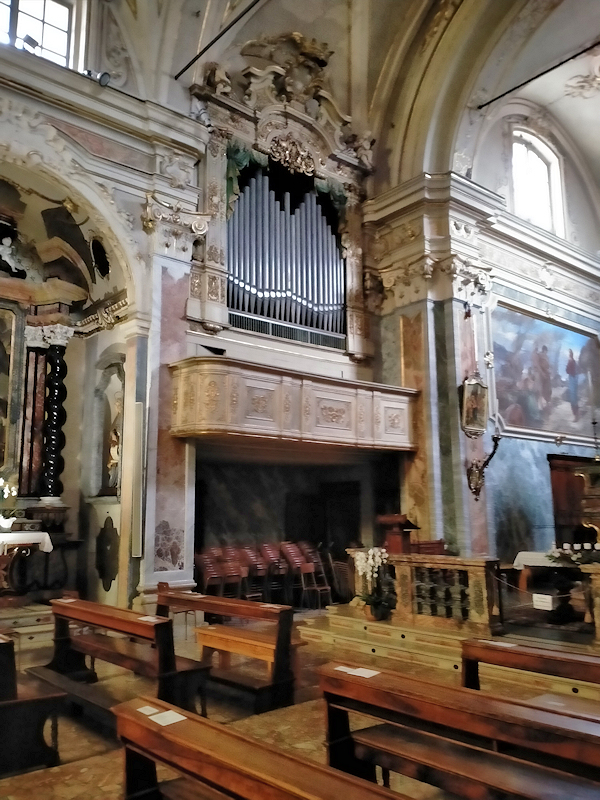
La controfacciata d'organo
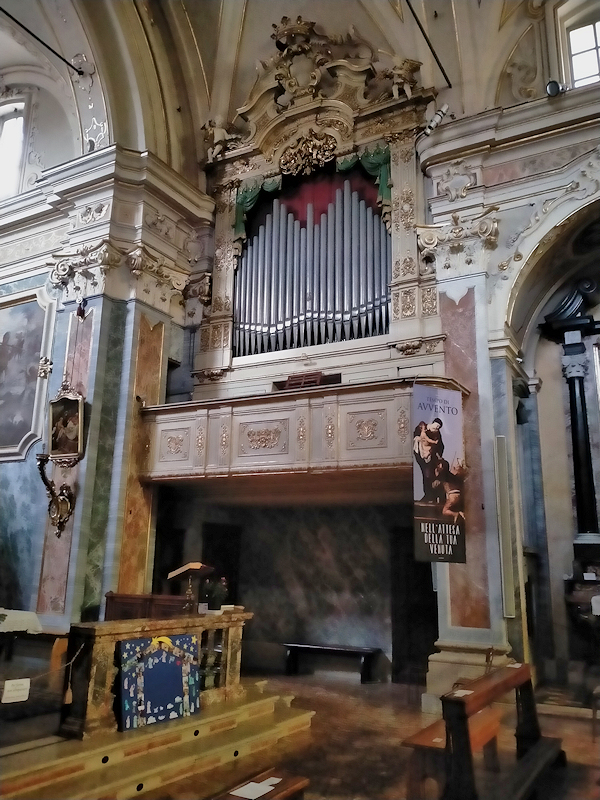
L'organo

#### Area presbiterale

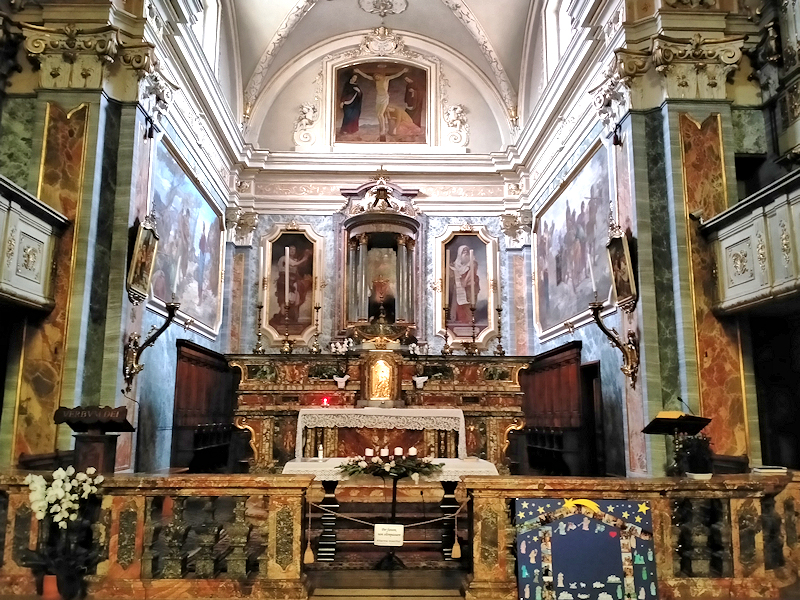
Il presbiterio

L'area si presenta così come ricostruita nel Settecento, introdotta da un arco trionfale (disegno del Caniana) ricco di stucchi, con le imposte a finto marmo. La chiave è coperta da un fastigio:

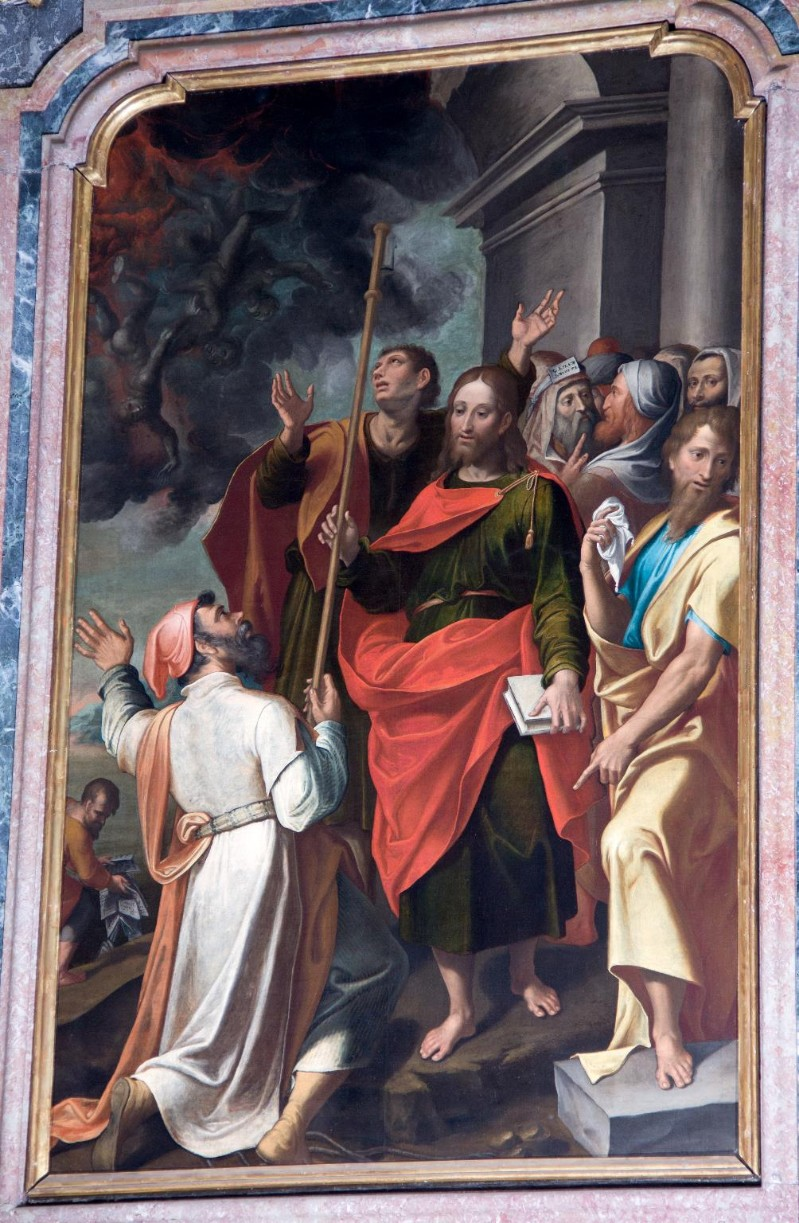
Carlo Urbino, San Giacomo e il mago Ermogene

L'area di forma quadrata è lievemente sopraelevata e divisa dall'aula da una balaustra, opera certa di Andrea Fantoni, come pure della bottega dei Fantoni è l'altare in marmi policromi; unica aggiunta successiva è il tempietto ottocentesco dono del conte Antonio Griffoni di Sant'Angelo. Durante i lavori del 1954 l'altare è stato restaurato: ne è stata lasciata traccia applicando un'epigrafe:

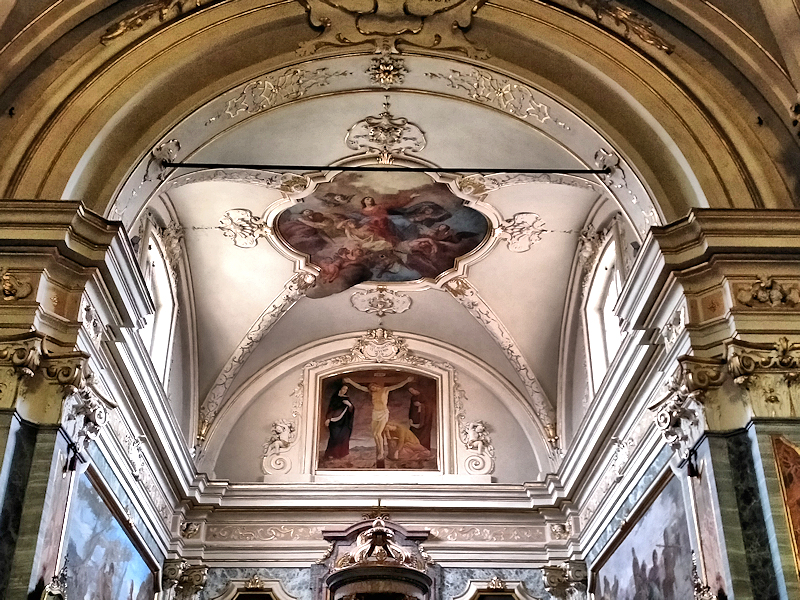
La volta del presbiterio

Dietro la mensa è collocato il coro con stalli prodotti dalla falegnameria Luccini nel XIX secolo realizzati grazie ad un lascito del dottor Gerolamo Marini. Le pareti sono state affrescate da Eugenio Giuseppe Conti nell'Ottocento con episodi della vita di San Giacomo: La vocazione di San Giacomo e Il cammino di San Giacomo verso il martirio (alle pareti laterali); quindi, sul fondo altri due affreschi, Il profeta Isaia e Re Davide che affiancano una tela di Carlo Urbino San Giacomo converte il mago Ermogene commissionata nel Cinquecento dal parroco Aurelio Valcarenghi e dipinta tra il 1570 ed il 1580. La volta a vela è arricchita dall'affresco dell'Assunzione di Maria realizzato da Francesco Maria Bianchi. A dar luce al vano stavano in origine tre finestroni, ma quello di fondo fu tamponato nel 1954 per collocarvi la tela della Crocifissione di Giacomo Piccinini.

#### Parete destra

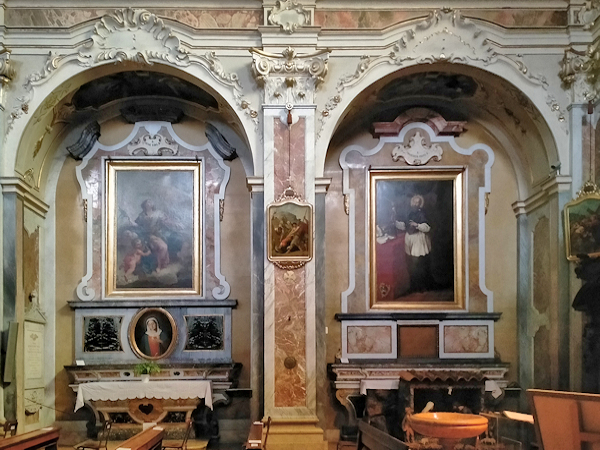
Le cappelle di Santa Lucia e San Francesco di Sales

La prima cappella di destra, anticamente dedicata a Santa Lucia, fu intitolata a San Francesco di Sales dal parroco Dornetti nel 1670; successivamente si pose mano per darle un riassetto estetico simile a quello della cappella di San Cristoforo. Nella fascia sopra l'altare è posta un'urna contenente la reliquia di San Valentino, per quanto non sia stato identificato di quale Valentino si tratti. La pala d'altare che raffigura il santo vescovo francese fu realizzata da Giovan Battista Lucini all'incirca nel 1670 e si tratta di una delle prime opere di questo autore giunte fino a noi.
La seconda cappella, già intitolata a San Pantaleone, fu dedicata a Santa Lucia quando don Dornetti intitolò la prima cappella a San Francesco di Sales. Riallestita nelle forme barocche nel 1789 da Pietro Gonzaga che le donò uno stile simile a quella della cappella di San Giovanni Battista, dalla quale si differenzia, in particolare, per l'ovale posto sopra la fascia d'altare raffigurante il Sacro cuore di Maria. La decorazione a fresco fu affidata a Giuseppe Gru ma venne sovradipinta successivamente nell'Ottocento. 
La pala d'altare fu commissionata a Mauro Picenardi e rappresenta Santa Lucia.
Vi è collocato alla parete sinistra il monumento a padre Verdelli, opera del 1869 di Quintillio Corbellini provvisto di dedica:

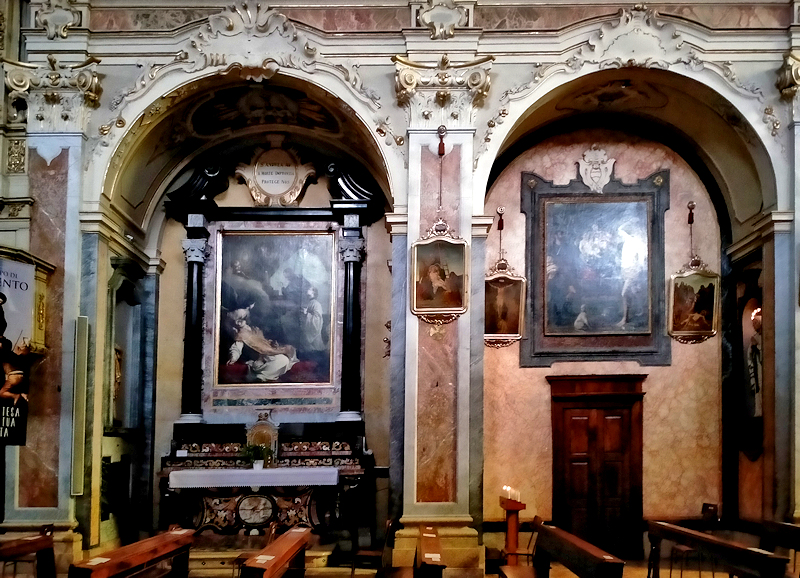
La cappella del Santissimo Sacramento e l'ingresso laterale destro

Alla terza campata si apre l'ingresso laterale destro ed è organizzata come l'accesso sinistro, ma un tempo conteneva l'altare dedicato a Sant'Apollonia. Alla parete destra una nicchia contiene la statua in legno intagliato della Madonna di Lourdes, opera di autore ignoto del 1904 con alla base una scritta:
Alla parete sinistra è appeso un Crocifisso mentre sopra l'ingresso è collocata la tela della Madonna col Bambino e i santi Rocco e Sabastiano, proveniente dal soppresso oratorio cittadino di San Rocco e di incerta attribuzione, forse di Tomaso Pombioli oppure, secondo un'interpretazione dell'Alpini, ad un giovane Gian Giacomo Barbelli.
La quarta cappella è di antica data ed è dedicata al Santissimo Sacramento per la quale nel 1666 l'omonima confraternita commissionò a Giovanni Battista Botticchio La cena di Emmaus ora in controfacciata; il risultato della sistemazione definitiva del 1712 è piuttosto simile a quello operato presso la cappella della Beata Vergine Annunziata con, in più, due nicchie contenenti due statue del 1863 raffiguranti il Sacro Cuore (in carton romano) e San Giuseppe (in legno dipinto). L'altare è frutto di una doppia mano tra la bottega dei Fantoni e Giacomo Ferrata, autore quest'ultimo del medaglione centrale. Sopra l'altare è posto un elaborato tabernacolo mentre l'ancona fu eseguita dal marmista Giuseppe Aglio; la nuova pala voluta dal Consorzio fu commissionata a Giambettino Cignaroli nel 1738 con la rappresentazione de Il deliquio di Sant'Andrea Avellino e i Santi Luigi Gonzaga e Stanisalo Kostja adoratori del Sacramento, qui collocata nel 1752. Un riordino fu effettuato alla fine dell'Ottocento.

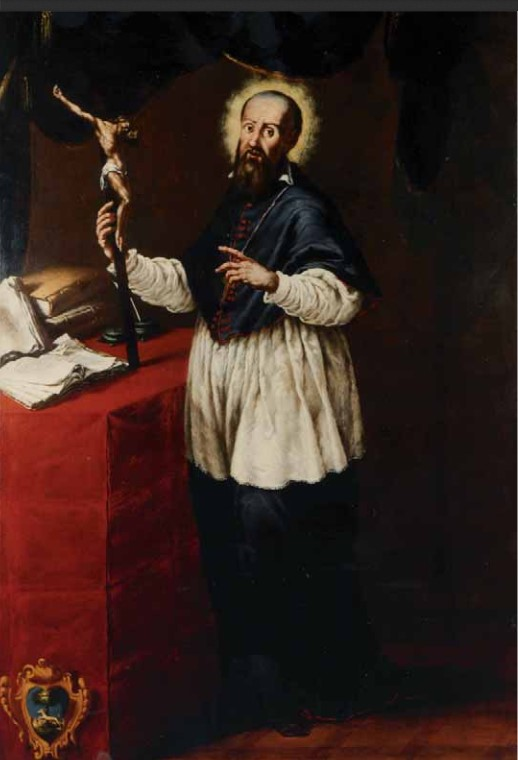
Giovan Battista Lucini, San Francesco di Sales, olio su tela, 1670
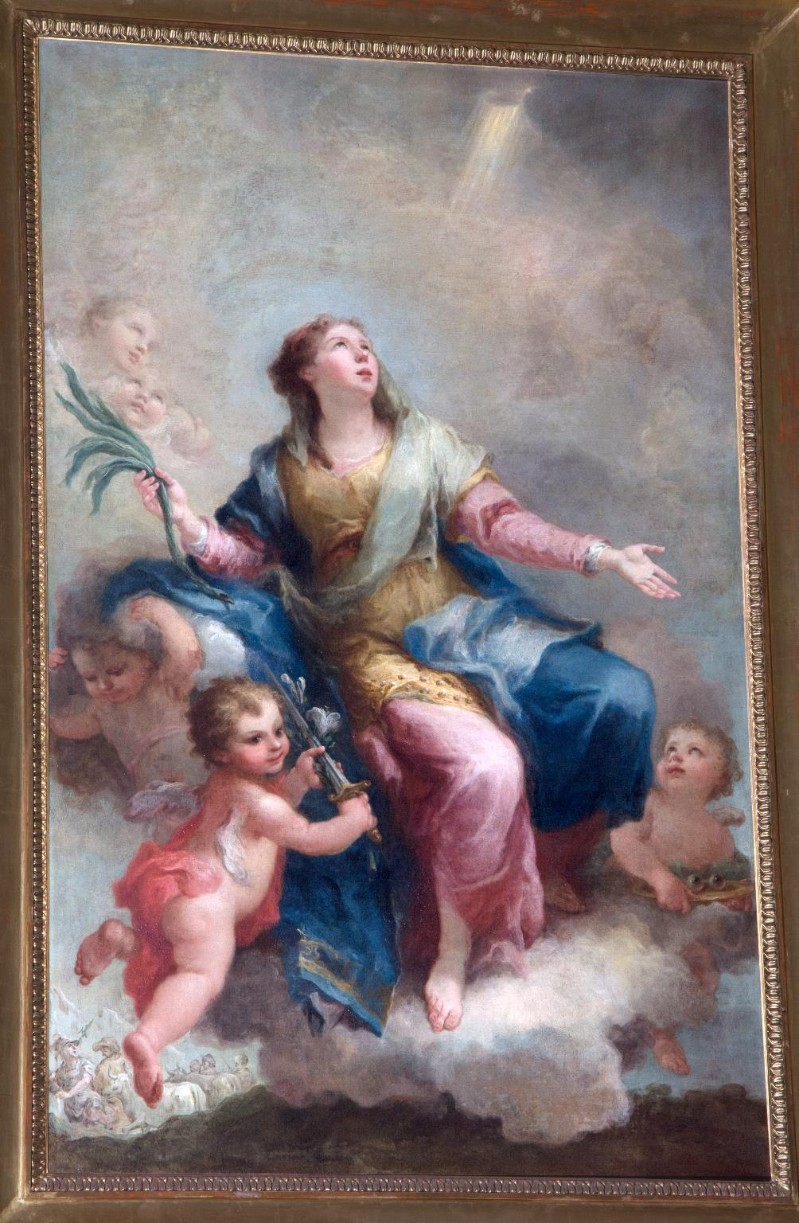
Mauro Picenardi, Santa Lucia, olio su tela, ca. 1776-1780
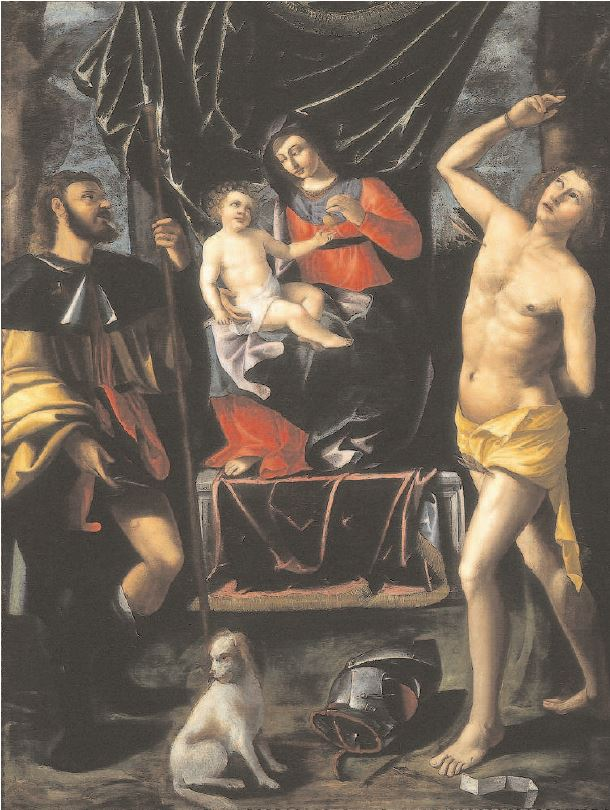
Tomaso Pombioli oppure Gian Giacomo Barbelli, Madonna col Bambino e i santi Rocco e Sabastiano, olio su tela, XVII secolo
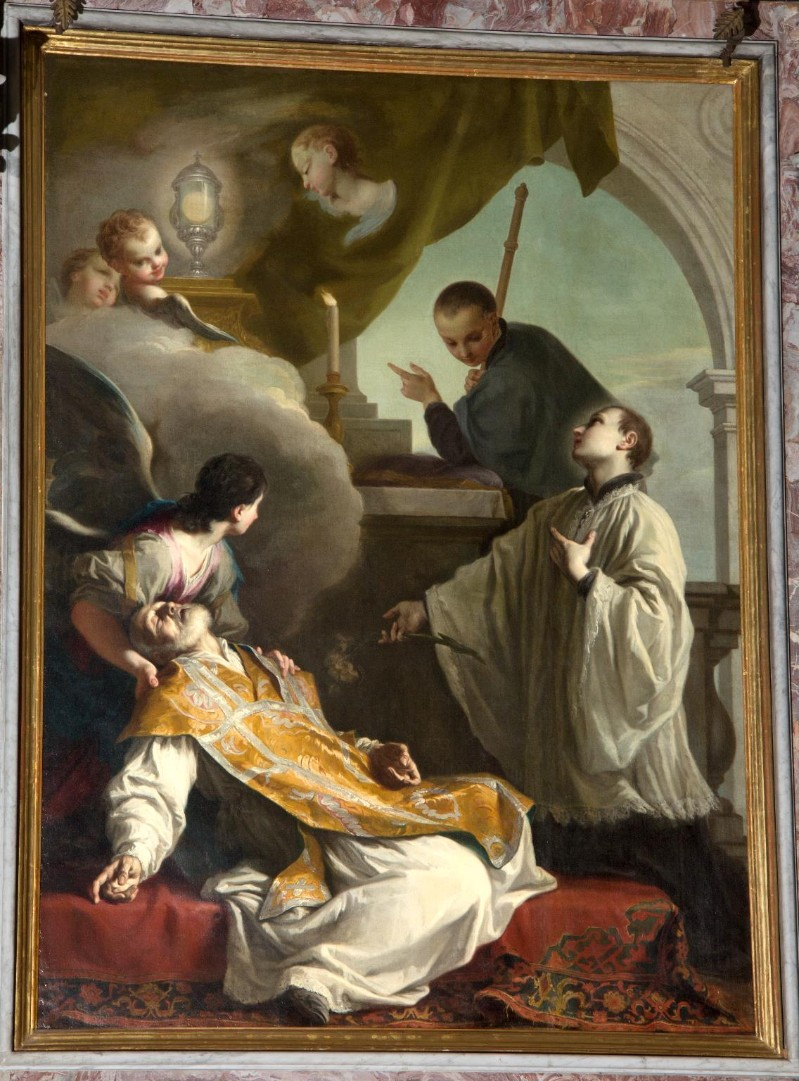
Giambettino Cignaroli, Il deliquio di Sant'Andrea Avellino e i Santi Luigi Gonzaga e Stanislao Kostja adoratori del Sacramento, olio su tela, 1739

#### La volta

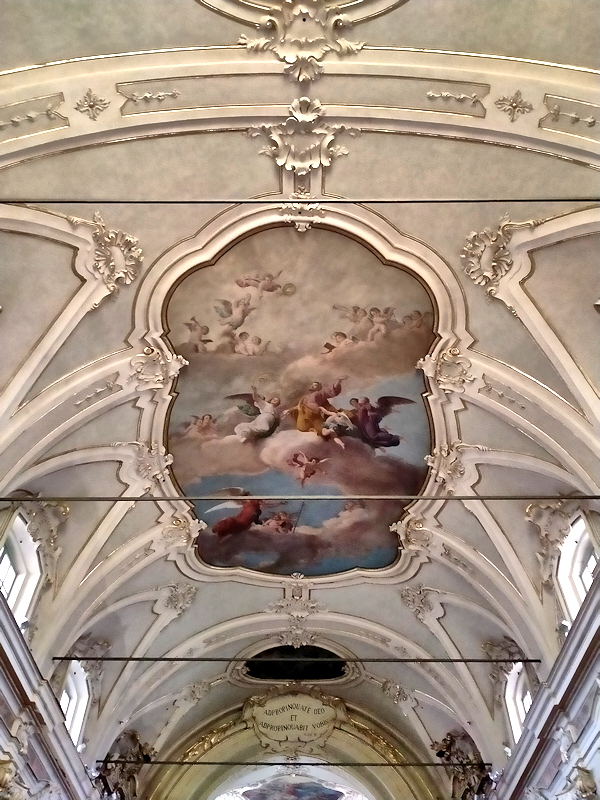
La volta

La volta poggia sul cornicione che circonda la forma rettangolare dell'aula, interrotto solo in prossimità dell'arco trionfale. Le cinque campate sono divise da contrafforti - in stucco con festoni di frutta e fogliami – di cui quelli centrali si spezzano per dare spazio in centro ad una cornice che contiene l'affresco della Glorificazone di San Giacomo del pittore bergamasco Luigi Galizzi; nella prima e quinta campata due ovali contengono angeli con i Simboli di San Giacomo, opere di Francesco Maria Bianchi. Le finestre, quattro per parte, sono state decorate con volute, fogliami, cartigli a cura dei pastificatori comaschi Pietro Spinz, Domenico Giana e Giuseppe Reti.

#### La controfacciata

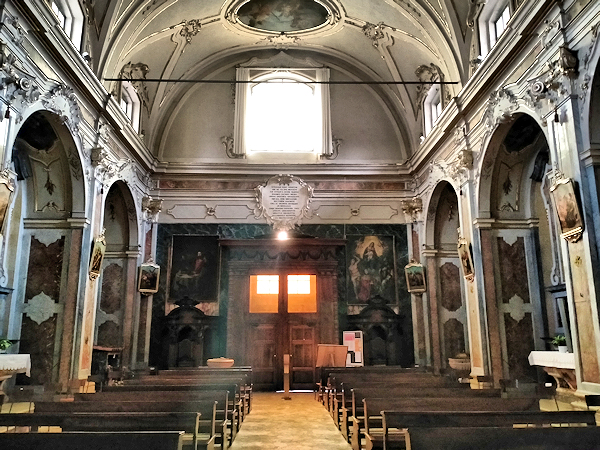
L'aula verso la controfacciata

Ai lati della bussola (XIX secolo) vi sono stati trasferiti nel 1950 i confessionali, opere pregevoli realizzate su disegno di Giovan Battista Caniana,  che si avvalse dei figli Giuseppe e Caterina per la realizzazione degli intarsi, mentre le opere scultoree sono fantoniane.
Sopra la bussola si sviluppa una fascia con un cartiglio centrale che riassume la storia della chiesa:
Alla pareti due tele: La cena di Emmaus di Giovanni Battista Botticchio, un tempo collocata all'altare del Santissimo Sacramento; quindi la Madonna con Bambino, San Sebastiano, Pantaleone e Rocco, opera di Vittoriano Urbino (nipote di Carlo) del 1586.

#### Cappella invernale
Nella sagrestia vecchia, ora adibita a cappella invernale, sono state collocate opere di provenienza incerta: potrebbero avere avuto collocazione nell'aula quanto giungere da qualche chiesa soppressa: si tratta di quadro di Vittoriano Urbino raffigurante la Pietà e datato 1587; una Deposizione attribuita a Tomaso Pombioli; San Michele arcangelo di autore ignoto e databile al XVII o XVIII secolo; infine, una Adorazione dei Magi di Mauro Picenardi.
Sono presenti anche i ritratti di alcuni parroci: don Giovanni Battista Dornetti (1662-1720), don Francesco De' Mandoli (1630-1662), don Giuseppe Nava (1735-1749), don Andrea Barbaglio (1841-1886) e don Giuseppe Denti (1892-1915) opera quest'ultima realizzata da Eugenio Giuseppe Conti nel 1906).
Al centro è posto un affresco settecentesco deteriorato che raffigura Una donna che riceve l'Eucarestia.

#### Sagrestia
Ulteriori opere sono collocate nella sagrestia nuova, tutte di autori ignoti; un olio su tela raffigurante il Cristo Morto (XVIII secolo) un Presepe, un Santo Vescovo (XVIII secolo), un Santo domenicano (XVIII secolo), Sant'Antonio con il Bambino Gesù (XVIII secolo), un Santo benedicente (XVII secolo o XVIII secolo).